# الاتصالات السلكية واللاسلكية في البيرو
الاتصالات السلكية واللاسلكية في بيرو، تشمل الراديو والتلفزيون والهواتف الثابتة والمتنقلة والإنترنت.

## النظام
الجهة التنظيمية الفنية للاتصالات في بيرو هي رئاسة مجلس الوزراء ، من خلال المشرف التنظيمي على الاتصالات السلكية واللاسلكية (OSIPTEL) ، وكالة الإشراف على الاستثمار الخاص في الاتصالات. وتمنح وزارة النقل والاتصالات امتيازات وأذون وتصاريح وتراخيص.
ويسمح بإعادة بيع خدمات الاتصالات السلكية واللاسلكية كنشاط منظم. لا يتم تنظيم خدمات الصوت عبر الإنترنت بشكل صريح ، ولكنها قد تحتاج إلى امتياز أو سجل اعتماداً على نوع الخدمة المقدمة. والترابط بين الناقلين إلزامي ويتم تنظيم رسوم الترابط. وتحتفظ حكومة بيرو بصندوق للاستثمار في مجال الاتصالات السلكية واللاسلكية (FITEL) لتعزيز الخدمة الشاملة داخل المناطق الأكثر عزلة في البلاد ، بما في ذلك المناطق الريفية والمناطق ذات الاهتمام الاجتماعي. بعد التنفيذ الناجح لإمكانية نقل أرقام الهاتف المحمول ، تتطلب الحكومة إمكانية نقل أرقام ثابتة بحلول يوليو 2014.
وتم تحرير جميع خدمات الاتصالات السلكية واللاسلكية وتقدم في إطار نظام للمنافسة الحرة وفقاً لقانون الاتصالات السلكية واللاسلكية. وبموجب نظام الامتياز الوحيد في بيرو ، تقدم جميع خدمات الاتصالات السلكية واللاسلكية ، بما في ذلك الخط الثابت ، والهاتف المحمول ، والتلفزيون المدفوع الأجر ، والإنترنت ، بموجب امتيازات موحدة تغطي البلد بأسره.
بدأت الخصخصة في عام 1994 عندما تم مزاد شركتي تيليفونوس إس. في ديسمبر 1994 ، تم دمج إنتل بيرو في CPT. في عام 1995 ، غيرت اللجنة اسمها إلى Telefünica del Peru S. ولا تزال تيليفونيكا ديل بيرو تهيمن على سوق الخدمات الهاتفية الأساسية.
ويخضع تشغيل شركات الإذاعة لقانون الإذاعة والتلفزيون (القانون رقم 28278). وتتولى وزارة النقل والاتصالات إدارة الطيف والسيطرة عليه.

## الإذاعة والتلفزيون
المحطات الإذاعية:
- أكثر من 2000 محطة إذاعية، بما في ذلك عدد كبير من المحطات اللغوية الأصلية (2010).
- أجهزة الراديو: 24 مليون (2005).
- شبكات التلفزيون: 10 شبكات تلفزيونية رئيسية، واحدة منها فقط ، تلفزيون بيرو الوطني، مملوكة للدولة؛ وتتوفر خدمات تلفزيون الكابل المتعدد القنوات (2010).
- أجهزة التلفزيون: 5.5 مليون (2003). [تحتاج إلى تحديث]
- المشتركين في التلفزيون المدفوع: 967,943 (يونيو 2010).
- نظام البث التلفزيوني: NTSC ، NTSC البث المقرر التخلي عنه بحلول 31 كانون الأول/ديسمبر 2017، محاكاة ISDB-Tb.[2]

## الهواتف
- الاتصال بالرمز: + 51.
- المكالمة الدولية الأولى: 00

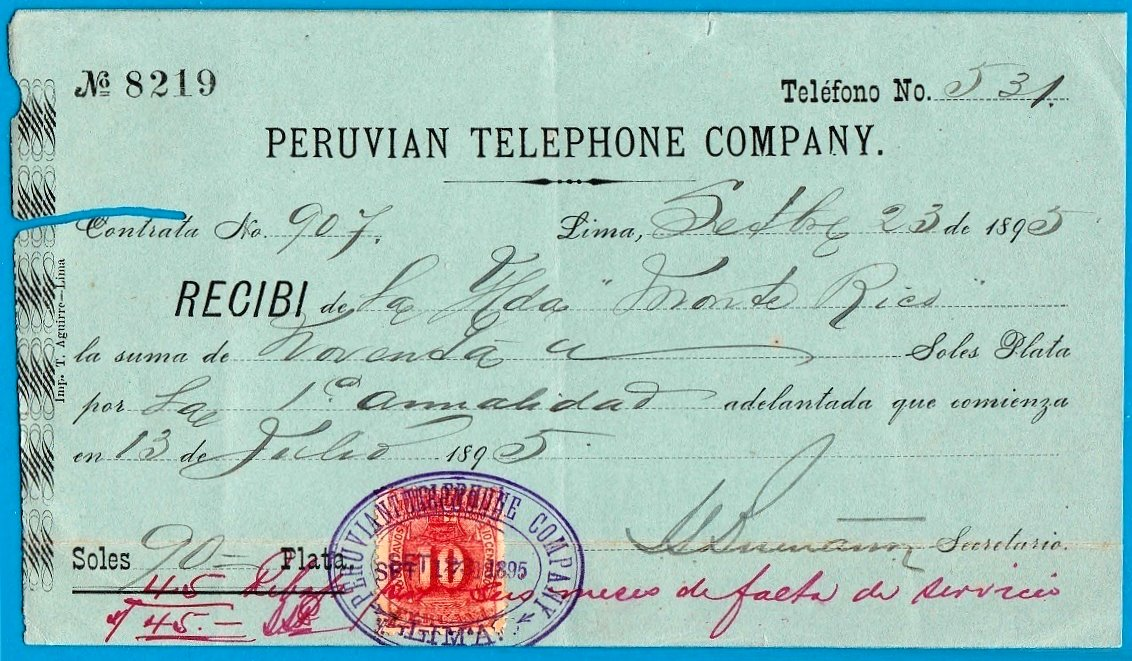
وثيقة من شركة الهاتف البيروفية ، ليما ، 1895.

- الخطوط الثابتة: 3.4 مليون خط مستخدم (2012).
- خط الهاتف الثابت: حوالي 12 لكل 100 شخص (2010).
- إن مشتركي الهاتف المحمول: 15.2 مليون مشترك فريد من نوعه (نهاية عام 2013).
- خطوط الهاتف المحمول: 29.4 مليون (2012) ، 29.6 مليون (2013).
- إن كثافة الهواتف المحمولة تتجاوز 100 هاتف لكل 100 شخص، وهو ما حفزه التنافس بين العديد من مقدمي الخدمات (2010).
- إن النظام المحلي: نظام الترحيل اللاسلكي بالموجات الدقيقة على مستوى البلاد، ونظام الأقمار الصناعية المحلي الذي يضم 12 محطة أرضية، والذي يكفي لتلبية أغلب المتطلبات (2010).

إن كابلات الاتصال الدولية:
أميركا الجنوبية (SAm-1) وكابلات الغواصة في البلدان الأمريكية (PAN-AM) تربط أجزاء من أميركا الوسطى والجنوبية، ومنطقة البحر الكاريبي، والولايات المتحدة (2010). المحطات الأرضية للأقمار الصناعية الدولية: 2 إنتلسات (المحيط الأطلسي)
ويعتبر اختراق الخط الثابت في بيرو ثالث أدنى مستوى في أمريكا الجنوبية بعد بوليفيا وباراغواي. وتشمل الحواجز انتشار الفقر، والخدمات المكلفة، وقلة المنافسة المجدية، والحواجز الجغرافية التي تفرضها جبال الأنديز وغابات الأمازون.
تحت اسم موفيستار ، تيليفونيكا ديل بيرو تسيطر على سوق الهاتف الأساسية. وتحتل كلارو أميريكا موفيل المركز الثاني ، في حين تحتل أميركا بيرو المركز الثالث مع ما يقرب من 1% من السوق. أما الشركات المتبقية فتملك حصصاً سوقية أقل من 0.3%.
ويقل معدل اختراق الهاتف المحمول عن المتوسط الإقليمي حيث لا يوجد على الإطلاق أي هاتف محمول لربع السكان ، في حين أن آخرين ، وفي المقام الأول في المناطق الحضرية ، لديهم اشتراكات متعددة.
إن تيليفونيكا ، الذي يعمل بوصفه موفيستار ، هو الرائد المحمول ؛ أما أميريكا موفيل ، التي تعمل بوصفها كلارو ، فهي الثانية ؛ و (بيرو) المتحرك هو الثالث. ومن المتوقع أن تبدأ شركة فيتنام في تقديم خدمات الهاتف المحمول في النصف الثاني من عام 2014 ، ومن المتوقع أن تدخل شركة فيرجن المحمول السوق كمشغل لشبكة المحمول الافتراضية (MVNO).

## إنترنت
المجال الأعلى مستوى:
- مزودي خدمات الإنترنت (ISP): 158 مزودا [مشكوك في صحتها] (2005). [تحتاج إلى تحديث]
- مضيفون الإنترنت: مضيفون 234 102 (2012).
- مستخدمو الإنترنت: 11.3 مليون مستخدم، 37 مليون مستخدم في العالم؛ 38.2 ٪ من السكان، 115 في العالم (2012).
- إن الشبكة العريضة الثابتة: 1,4 مليون اشتراك، في المرتبة التاسعة والأربعين في العالم؛ 4.8 ٪ من السكان، و 107 في العالم (2012).
- النطاقات العريضة المتنقلة: 820 295 اشتراكات، 77 في العالم؛ 2.8 في المائة من السكان، 121 في العالم (2012).

وتمتعت بيرو بمعدل عال بشكل ملحوظ لتغلغل الإنترنت عن طريق الاتصال الهاتفي، ولكن تغلغل الإنترنت على نطاق واسع يقل بأكثر من الثلثين عن المتوسط في بلدان أمريكا اللاتينية ومنطقة البحر الكاريبي. وتشمل الحواجز انتشار الفقر، ومحدودية الإلمام بالقراءة والكتابة، ومحدودية ملكية الحاسوب وإمكانية الوصول إليه، والتضاريس الوعرة، وربما الأهم من ذلك الافتقار إلى المنافسة المجدية التي جعلت الوصول إلى الإنترنت على النطاق العريض في بيرو من أبطأ وأكثرها تكلفة في المنطقة.

### الرقابة على الإنترنت والإشراف
في عام 2011 ، لم تبلغ مبادرة OpenNet عن أي دليل على ترشيح الإنترنت في جميع المجالات (السياسية والاجتماعية ، والصراع/الأمن ، وأدوات الإنترنت) التي تختبرها.
ولا توجد قيود حكومية على الوصول إلى الإنترنت أو تقارير موثوقة تفيد بأن الحكومة تراقب البريد الإلكتروني أو غرف الدردشة على الإنترنت دون وجود سلطة قانونية مناسبة. ويشارك الأفراد والجماعات في حرية التعبير عن الآراء عن طريق الإنترنت ، بما في ذلك عن طريق البريد الإلكتروني. والعائق الرئيسي أمام الوصول إلى الإنترنت هو الافتقار إلى الهياكل الأساسية.
وينص الدستور على حرية التعبير والصحافة ، وتحترم الحكومة هذه الحقوق عموما. وبشكل مستقل ، تجمع الصحافة المستقلة والنظام السياسي الديمقراطي الفعال لتعزيز حرية التعبير والصحافة. وأبلغ عدد من الصحفيين ووسائط الإعلام عن تعرضهم لتهديدات أو تخويف. ويزعم بعض المراقبين أن وسائل الإعلام تراقب نفسها خوفاً من المضايقة أو العنف. ويذكر معهد الصحافة والمجتمع (IPYS) أن المعتدين غالباً ما يكونون مسؤولين حكوميين (مثل رؤساء البلديات ، ورؤساء المكاتب الحكومية ، والرؤساء الإقليميين). ويجرم قانون العقوبات القذف ، ويُذكر أن المسؤولين يستخدمونه لتخويف الصحفيين. القانون يحدد كل المعلومات حول الأمن القومي والدفاع على أنها سرية. وانتقد الناشطون في مجال حرية الصحافة NGO المحلية ، مثل IPYS ، القانون باعتباره اعتداء على الشفافية وحرية الإعلام وحرية الصحافة.
في أكتوبر 2013 أقرت الحكومة قانون الجرائم الإلكترونية المصمم لمكافحة تبادل البيانات والوصول غير القانوني للمعلومات. وانتقد معهد الصحافة والمجتمع (IPYS) وغيره من NGO المحليين القانون باعتباره غامضاً من الناحية القانونية وزعموا أنه من الممكن استخدامه على نطاق واسع لاستهداف الصحفيين والحد من حرية الصحافة.

## روابط خارجية
- .pe domain registration web site باللغة الإسبانية
- Ministry of Transport and Communications باللغة الإسبانية
- Organismo Supervisor de Inversión Privada en Telecomunicaciones (OSIPTEL) باللغة الإسبانية